# Stanisław Ignacy Łaguna
Stanisław Ignacy Łaguna herbu Grzymała IV, ps. „Zbrojny” (ur. 18 stycznia 1878 w Czarnocinku, zm. 1 sierpnia 1943 w Auschwitz-Birkenau) – polski inżynier, urzędnik Kolei Państwowych.

## Życiorys
Był synem Zygmunta h. Grzymała IV i Marii z Ubyszów h. Cholewa. Ukończył V gimnazjum w Warszawie, następnie w 1902 wydział mechaniczny Politechniki Warszawskiej. Po ukończeniu studiów pracował przy budowie elektrowni i pracach przygotowawczych do budowy wodociągu i kanalizacji w Wilnie. W 1905 wykładał matematykę w gimnazjum Polskiej Macierzy Szkolnej w Pułtusku. Od 1907 pracował w kolejnictwie rosyjskim na Wołyniu i Podolu. Od 1917 działał w POW Wschód. Do kwietnia 1919 zarządzał tramwajami i elektrownią w Żytomierzu. Następnie objął stanowisko kierownika działu parowozowni, później został zastępcą dyrektora wydziału mechanicznego Dyrekcji Radomskiej. W 1920 przeprowadził ewakuację Wilna, pracując w Centralnym Komitecie Ewakuacyjnym przy Ministerstwie Komunikacji. Po zajęciu Wilna przez gen. L. Żeligowskiego zorganizował tam wydział kolejnictwa i został jego dyrektorem. Następnie był dyrektorem oddziału Dyrekcji Kolei Państwowych w Wilnie (1923), dyrektorem dyrekcji okręgowych - w Radomiu (1930–1932), Katowicach (1932–1933), Lwowie (1933–1936). W wyborach samorządowych 1934 uzyskał mandat radnego Rady Miasta Lwowa z ramienia listy nr 1 (prorządowej). Od 1 marca 1936 do 1939 pełnił funkcję dyrektora Departamentu Ruchu Kolei Ministerstwa Komunikacji.
Był dwukrotnie żonaty. Około roku 1900 wziął ślub z Heleną Stachowską (zm. 1931), w 1933 ożenił się z Anielą Zgórską.
Po wybuchu II wojny światowej i nastaniu okupacji niemieckiej zaangażował się w działalność konspiracyjną. Został dyrektorem Departamentu Komunikacji Delegatury Rządu na Kraj (1942–1943). Został aresztowany i wywieziony do obozu Auschwitz-Birkenau, gdzie poniósł śmierć 1 sierpnia 1943.

## Ordery i odznaczenia
- Krzyż Komandorski Orderu Odrodzenia Polski (10 listopada 1933)[13]
- Krzyż Niepodległości (13 kwietnia 1931)[14][15]
- Krzyż Oficerski Orderu Odrodzenia Polski (2 maja 1923)[2]
- Krzyż Walecznych (dwukrotnie)[9]
- Krzyż Zasługi Wojsk Litwy Środkowej[9]
- Medal Dziesięciolecia Odzyskanej Niepodległości[9]
- Brązowy Medal za Długoletnią Służbę[9]
- Złota Odznaka Honorowa Ligi Obrony Powietrznej i Przeciwgazowej I stopnia (1936)[16][17]